# Boletín Oficial de la Provincia de Burgos
El Boletín Oficial de la Provincia de Burgos es el diario oficial de la Provincia de Burgos (España).